# Toxorhina (Ceratocheilus) australasiae
Toxorhina (Ceratocheilus) australasiae is een tweevleugelige uit de familie steltmuggen (Limoniidae). De soort komt voor in het Australaziatisch gebied.